# 양릉수
양릉수 이의경(楊陵守 李義慶, ?년 - ?년)은 조선중기의 왕족으로 덕흥대원군의 증손이며, 종실 익성군 이향령(益城君 李享齡)의 9남이다.

## 생애
조선중기의 왕족으로 본관은 전주, 휘는 의경(義慶)이다. 덕흥대원군의 증손이며, 선조의 백형 하원군의 손자이다. 아버지는 종실 익성군 이향령(益城君 李享齡)이고, 어머니는 양녀(良女) 응례(應禮)이다.
익성군의 9남으로 탄생하였다. 초수 양릉수(楊陵守)에 책봉되고, 창선대부(彰善大夫)에 가자되었다.
1612년(광해 4) 대북파가 소북파를 제거하기 위해 일으킨 김직재 옥사(金直哉 獄事, 임자옥사) 때 이복형 진릉군 이태경(晋陵君 李泰慶)을 왕으로 추대하였다는 대북파 이이첨(李爾瞻)의 모함을 받아 이때 온 가족이 연좌되어 정배되고, 이때 양릉수는 나이가 어리다고, 바로 정배하지 않고, 성장한 후 정배하라 하였다 별세하였다.
1872년(고종 9) 12월 초2일 선조의 11남 경평군 이륵(慶平君 李玏)의 2남 영흥군 이창(嶺興君 李倀)의 2남 단원군 이강(丹原君 李江)을 후사(後嗣)로 삼았다.

## 가족관계
- 아버지 : 익성군 이향령(益城君 李享齡, 1566년 - 1614년)
- 어머니(계모) : 진주군부인 소씨(晋州郡夫人 蘇氏, 1566년 - 1648년), 군수(郡守) 진주인(晋州人) 소수(蘇遂)의 딸.
  - 이복형 : 진산군 이순경(晋山君 李順慶, 1584년 - 1643년)
  - 이복형 : 진천군 이희경(晋川君 李喜慶, 1591년 - 1664년)
  - 이복형 : 진릉군 이태경(晋陵君 李泰慶, 1594년 - 1612년)
  - 이복형 : 진평부정 이승경(晋平副正 李承慶, 1598년 - 1658년)
  - 이복형 : 이준경(李浚慶, 1600년 - ?년)
  - 이복형 : 진계부정 이윤경(晋溪副正 李潤慶, 1604년(1602년) - 1648년)
  - 이복누나 : 이영순(李英順, 1582년 - ?년), 전주인(全州人) 최래길(崔來吉)에게 출가.
  - 이복누나 : 이축순(李丑順, 1589년 - ?년), 해주인(海州人) 정대영(鄭大榮)에게 출가.
  - 이복누나 : 이정순(李貞順, 1592년 - ?년), 평산인(平山人) 신상급(申尙伋)에게 출가.
  - 이복녀 : 이무순(李戊順, 1608년 - ?년), 연안인(延安人) 이동형(李東馨)에게 출가.
- 어머니(생모) : 양녀(良女) 응례(應禮)
  - 동복형 : 양평수 이득경(楊平守 李得慶, 1598년 - 1612년)
  - 동복형 : 양산수 이인경(楊山守 李仁慶, 1604년 - 1675년)
- 부인 :
  - 아들(양자) : 단원군 이강(丹原君 李江), 선조의 11남 경평군 이륵(慶平君 李玏)의 2남 영흥군 이창(嶺興君 李倀)의 2남. 파양.
  - 딸 : 우후(虞候) 김진성(金震聲)에게 출가.